# Yun Shouping

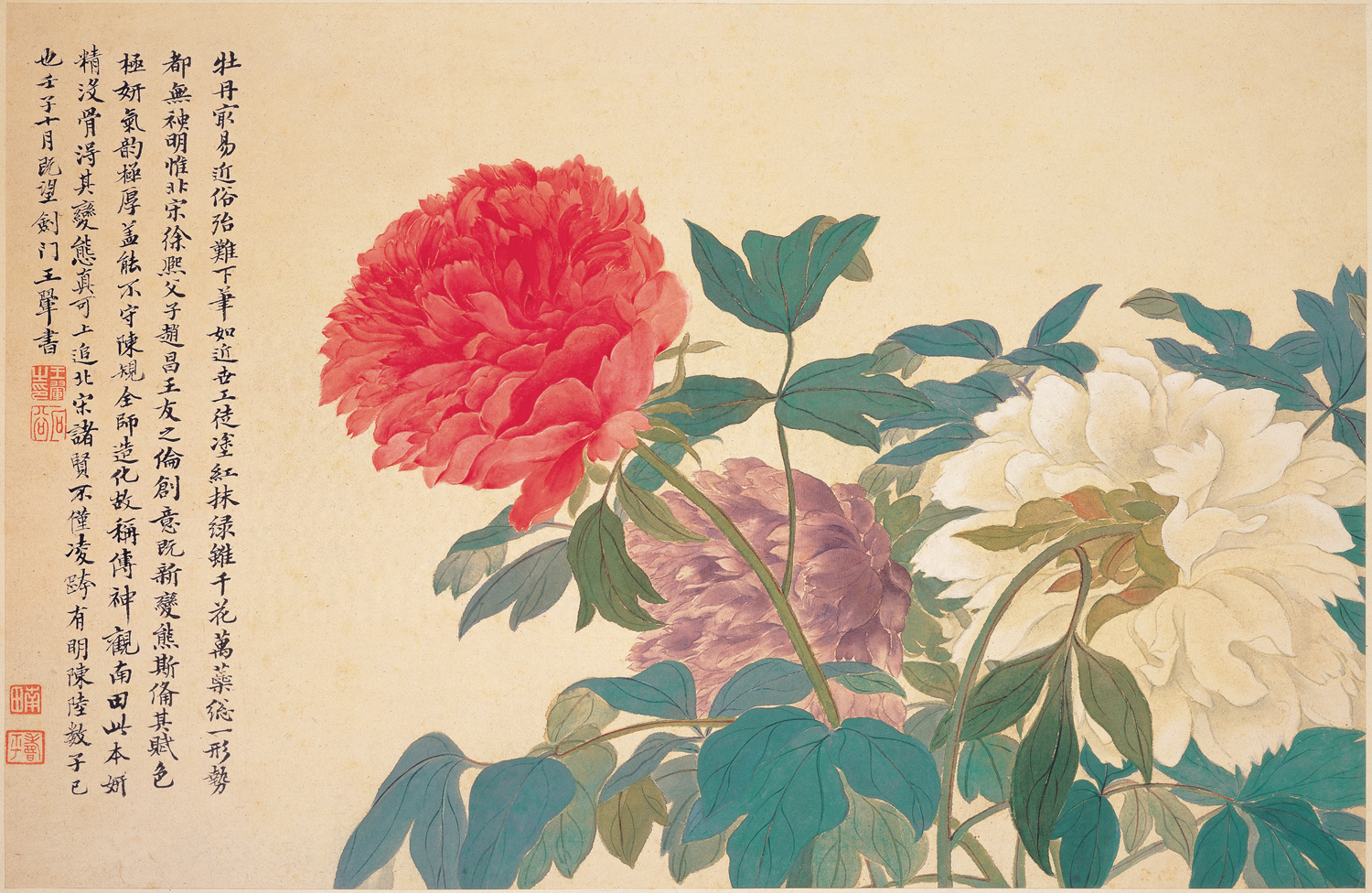
“Peònies”

Yun Shouping (en xinès simplificat:恽寿平; en xinès tradicional: 惲壽平; en pinyin: Yùn Shòupíng), conegut també com a Nantian, va ser un pintor, poeta i cal·lígraf xinès que va viure sota la dinastia Ming i als inicis de la nova dinastia manxú, els Qing.

## Dades biogràfiques
Yun va néixer l'any 1633 a Wujin, província de Jiangsu i va morir el1690. La seva família s'havia empobrit per la qual cosa no va poder accedir a l'Administració imperial malgrat haver estat un estudiant brillant però gràcies a la seva família adoptiva (el seu pare era un lleial als Ming) va poder promocionar-se en els ambients manxús però, finalment, va dedicar-se exclusivament a l'activitat artística. De jove va viatjar per diversos llocs de la Xina vivint tota una sèrie d'aventures.

## Activitat pictòrica
Yun Shouping ha estat considerat un dels sis grans mestres de la dinastia Qing (amb els Quatre Wangs i Wu Li, gaudint de gran fama. Inicialment pintava paisatges. També va pintar ocells, flors i insectes. En els seus desplaçaments va familiaritzar-se amb les obres de Wang Hui i Zha Shibiao. El seu estil va estar influït pel de Xu Xi i la seva manera de pintar s'associa a la denominada forma “mogu” (沒骨) que no dona importància a les línies. Feia servir colors que col·legues seus consideraven inconvenients. Entre les seves obres destaquen “Flor i fruit” “Flors de Lotus”, “Bambús a la pluja” i diverses “Peònies”. Obres seves es troben exposades al Museu d'Art de Hong Kong, al Museu Nacional del Palau de Taipei i en el Smithsonian Museum.